# La Tzoumaz
La Tzoumaz gehört zur politischen Gemeinde Riddes im Schweizer Kanton Wallis. Der Ort lebt hauptsächlich vom Tourismus. Der frühere Name Mayens-de-Riddes weist auf die ursprüngliche Nutzung als Maiensäss hin. Der Begriff tzoumer bedeutet im Walliser Patois ausruhen. Im Ort leben heute knapp 500 Einwohner. Weitere 50 Personen leben im nahen Weiler Auddes-sur-Riddes. Das Ortsbild ist geprägt durch viele freistehende Chalets.

## Geographie
Der Ferienort liegt zwischen Martigny und Sion (Sitten) hoch über dem linken Rhoneufer auf einer Höhe von 1100 bis 1700 m ü. M. Das Ortszentrum liegt auf einer Höhe von 1510 m ü. M. Der weit verstreute, mehrheitlich dünn besiedelte Ort erstreckt sich über eine wenig bewaldete Fläche von rund 4 Quadratkilometer. Die Siedlungsfläche wird begrenzt durch die steilen bewaldeten Hänge des Grand Veron im Norden, den Bergbach La Fare im Osten, den Forêt des Etablons im Süden und den Bergbach Torrent d'Ecône im Westen. Mit dem heutigen Ort La Tzoumaz verbunden ist auch der Weiler Auddes, oder Auddes-sur-Riddes.

## Geschichte
Mayens-de-Riddes bestand ursprünglich aus zahlreichen weit verstreuten Maiensässen: Les Planches, Villy, Villard, Les Peutys, La Lué, Pramin, Les Bioles, Prés Laurent, Tailley, Les Esserts, Le Chablotays, Les Portes, Gouille-à-l'Ours, L'Eterpay, Som de Pro und Tzouma (teilweise auch La Tsoume genannt). Bereits in den ersten Schweizer Landkarten aus den 1840er Jahren findet man diese Maiensässe verzeichnet. Teilweise wurde für den gesamten Ort auch die Bezeichnung Auddes, Aude oder Auddes-sur-Riddes verwendet, nach dem Weiler Auddes, der anders als die Maiensässe bereits früher ganzjährig bewohnt war.
Die touristische Entwicklung des Orts begann nach dem Zweiten Weltkrieg. 1950 wurde der erste Skilift errichtet. Der touristische Aufschwung begann mit der Errichtung der Strasse von Riddes in den 1960er Jahren. Damit war der Ort erstmals bei allen Witterungsverhältnissen ganzjährig erreichbar. In den 1970er Jahren entstanden im ehemaligen Maiensäss Tzouma/La Tsoume die ersten grossen Appartementhäuser und Tzouma entwickelte sich zum Zentrum des Orts. Auch entstanden neue Ski- und Sessellifte und eine Gondelbahn, die die Verbindung zum grösseren Wintersportort Verbier herstellte. Mayens-de-Riddes wurde ins Skigebiet von Verbier integriert. 1977 erfolgt die Eingliederung des bisherigen Bergbahnunternehmens Télétzoumaz in die Téléverbier SA.
2005 wurde der Ort offiziell von Mayens-de-Riddes in La Tzoumaz umbenannt.

## Tourismus
Der Tourismusort La Tzoumaz verfügt heute über mehr als 7000 Betten, mehrheitlich in Chalets und Ferienwohnungen, und erzielt jährlich rund 150'000 Übernachtungen.
Das Teilskigebiet LaTzoumaz/Savoleyres wird von der Téléverbier SA betrieben und ist in das Skigebiet Verbier/4 Vallées mit den Skiorten Verbier, Bruson, Nendaz, Veysonnaz und Thyon eingebunden. Mittels der 2008 eröffneten 8-Personen-Kabinenbahn erreicht man in sieben Minuten den Bergkamm Savoleyres (2354 m ü. M.), der den Übergang nach Verbier herstellt. Der Vorteil von La Tzoumaz als Skiort ist die dank der Nordorientierung vergleichsweise sehr gute Schneelage und die weite Aussicht über das Rhonetal bis hinüber zu den Berner Alpen. Die Skipisten sind abwechslungsreich und führen auf bis zu 7 km Länge von Savoleyres zurück in den Ort. Daneben führt auch eine gesicherte, aber unpräparierte alpine Skiroute von Les Attelas (2727 m ü. M.) oberhalb von Verbier durch das unerschlossene Vallon d'Arbi mit über 1200 m Höhenunterschied nach La Tzoumaz.
Dank der terrassenartigen Hanglage verfügen die meisten Unterkünfte über eine freie Aussicht. Eine Attraktion für Familien ist die 10 km lange Rodelbahn, eine der längsten der Schweiz, die mit der Gondelbahn erreicht wird. Daneben gibt es mehrere Schneeschuhrouten. Weiter gibt es im Ortszentrum eine Freiluft-Natureisbahn und ein öffentliches Hallenbad.
Im Sommer gibt es zahlreiche Wander- und Mountainbike-Strecken, sowie den Espace Nature mit einem Pfad der Sinne (sentier des sens) und dem Maison de la Forêt.

## Verkehr
Die Kantonsstrasse 87 führt von der Autobahnausfahrt Riddes nach La Tzoumaz. Die Kantonsstrasse 512 stellt eine Verbindung zu Isérables her. Im Sommer führt eine Nebenstrasse über den Pass Croix-de-Coeur nach Verbier.
Mit dem öffentlichen Verkehr ist der Ort über die Seilbahn von Riddes nach Isérables und von dort mit dem Bus erreichbar. Innerhalb des Orts verkehren während der Wintersaison Skibusse.

## Bilder

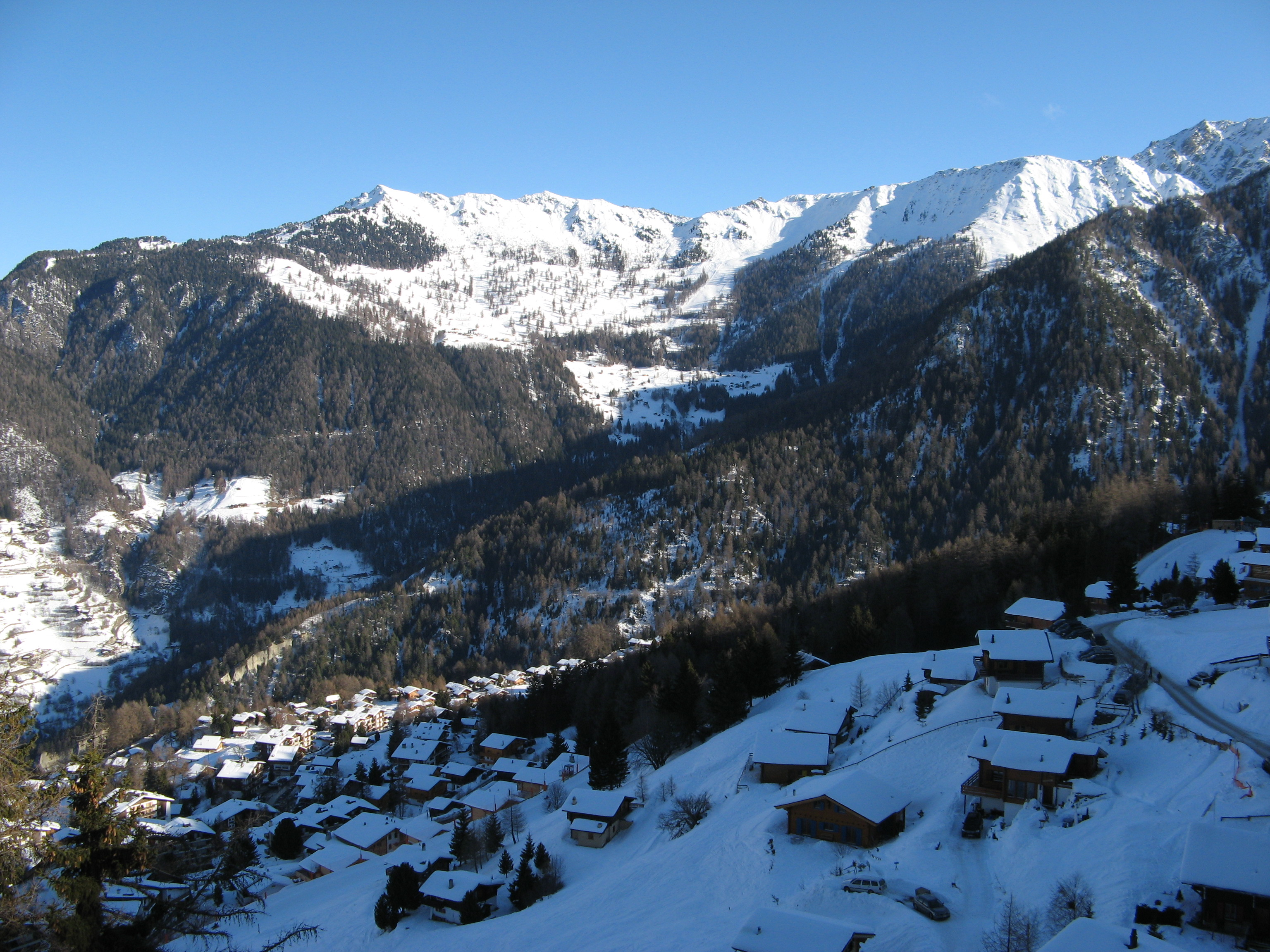
La Tzoumaz im Winter
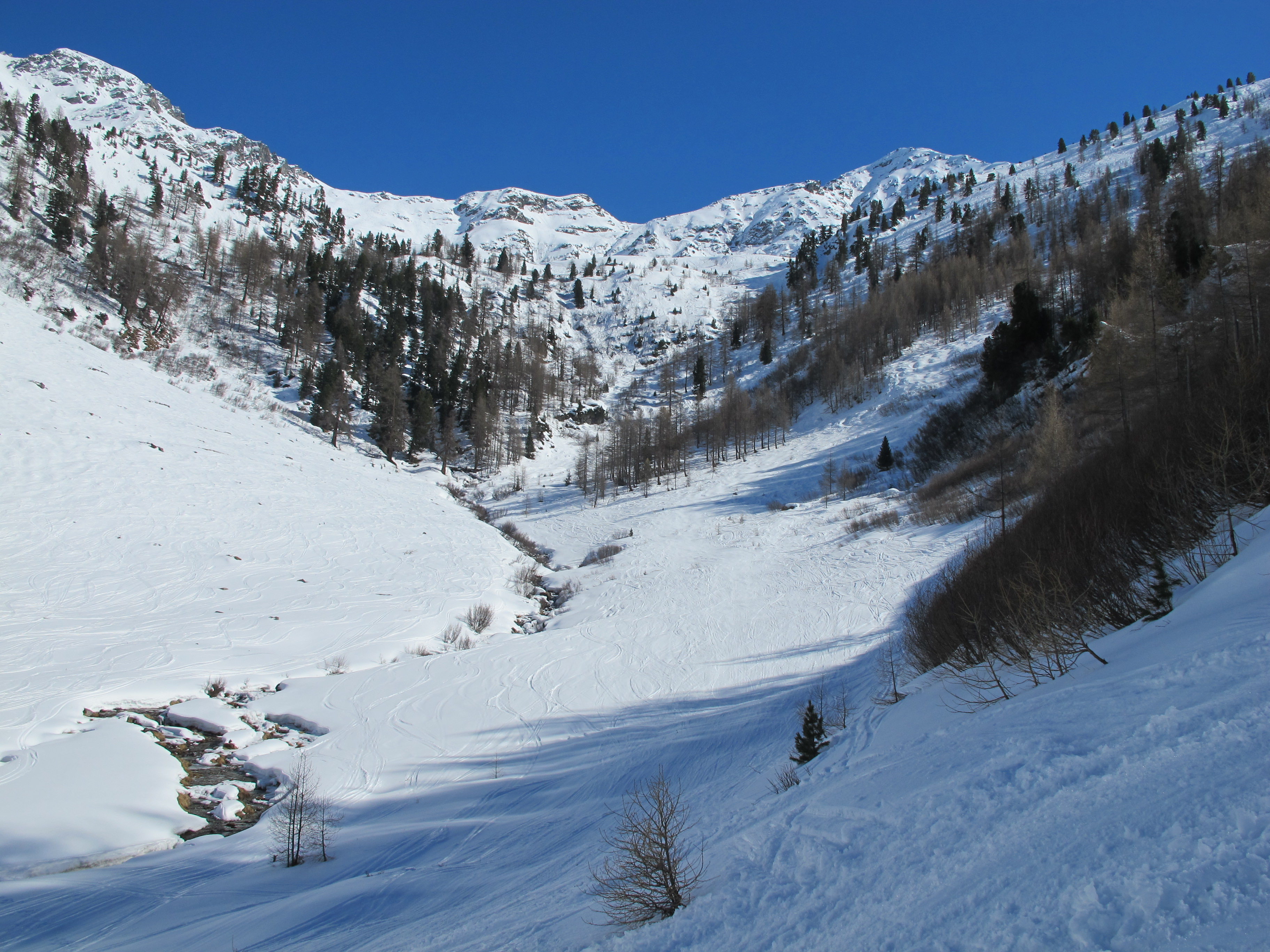
Vallon d'Arbi im Winter
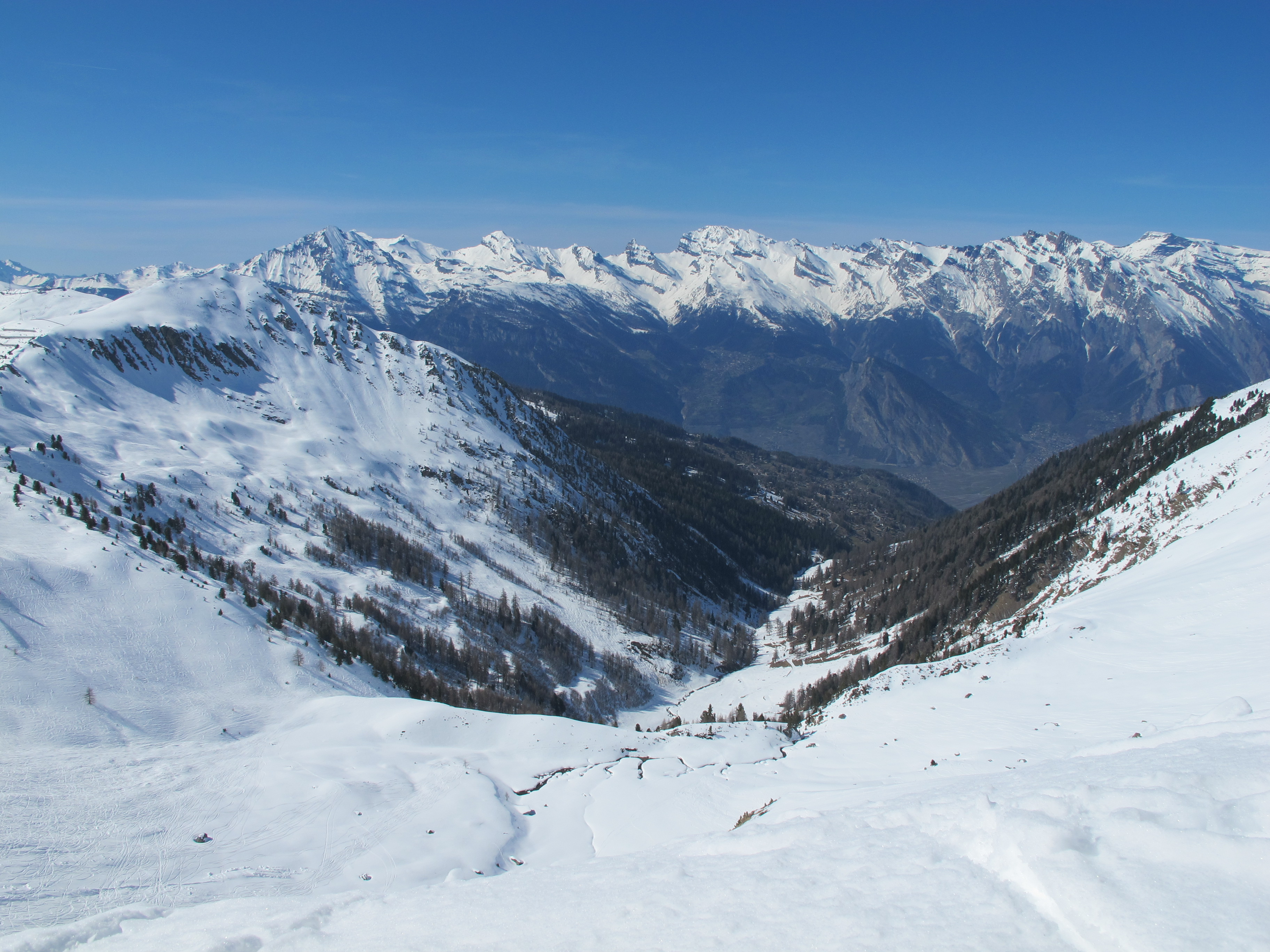
Vallon d'Arbi mit Blick auf La Tzoumaz